# Ampharete kerguelensis
Ampharete kerguelensis är en ringmaskart som beskrevs av Terry T. McIntosh 1885. Ampharete kerguelensis ingår i släktet Ampharete, och familjen Ampharetidae.
Artens utbredningsområde är havet kring Nya Zeeland. Inga underarter finns listade.